# فتوسنتز

طرحی از فتوسنتز در گیاهان. کربوهیدرات‌های تولیدشده در گیاه ذخیره یا توسط خود گیاه مصرف می‌گردد.

معادله کلی برای انواع مختلف فتوسنتز که در گیاهان رخ می‌دهد.

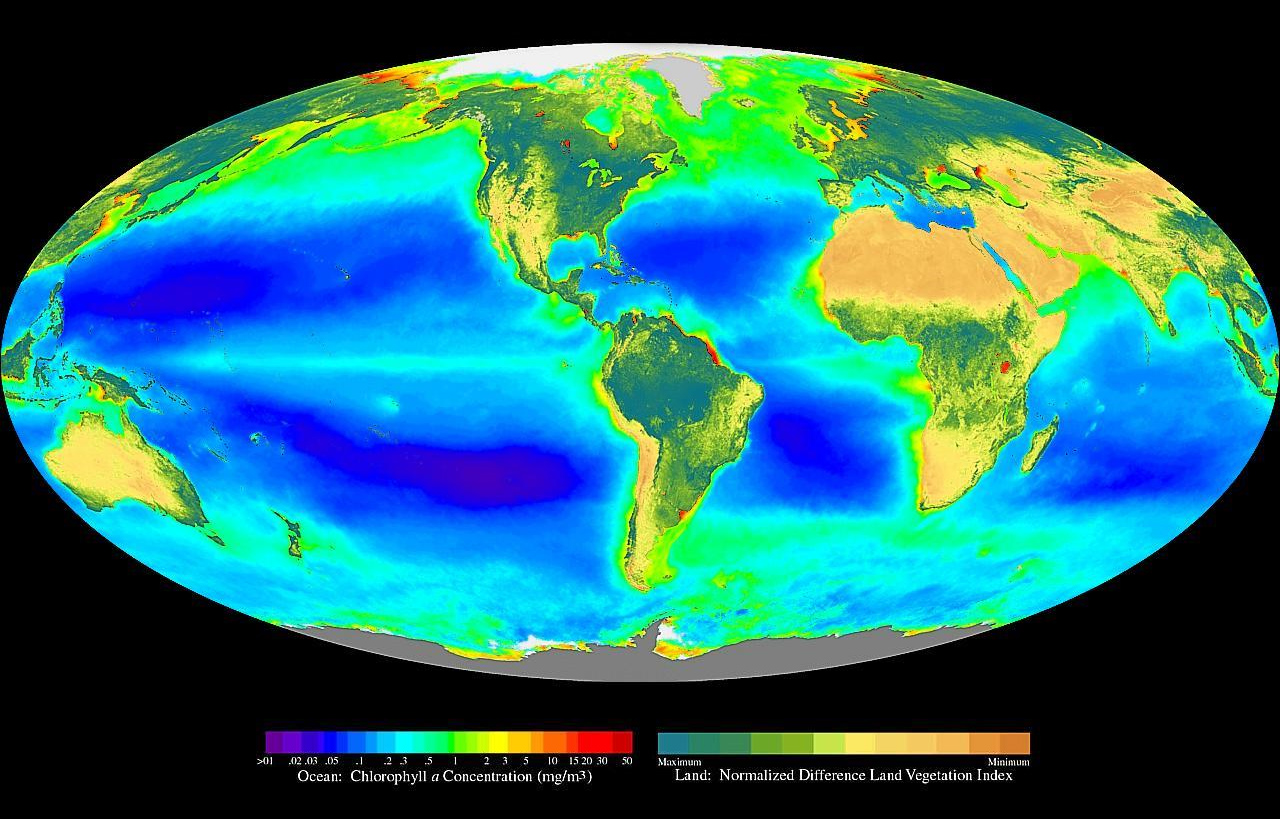
تصویری ترکیبی از توزیع جهانی فوتوسنتز، شامل فیتوپلانکتون‌ها و گیاهان خشکی. سرخ تیره و رنگ آبی-سبز، به ترتیب نشان‌دهندهٔ نواحی با فعالیت بالای فتوسنتزی در اقیانوس یا روی زمین می‌باشد.

فتوسنتز (به فرانسوی: Photosynthèse) فرایندی زیست‌شیمیایی است که در آن، انرژی نورانی (معمولا انرژی نور خورشید) توسط جانداران فتوسنتز کننده مانند گیاهان، جلبک‌ها و سیانوباکتری‌ها به انرژی شیمیایی لازم برای فعالیتشان تبدیل میشود. این جانداران از ترکیبات آلی درون سلولی برای ذخیره انرژی شیمیایی تولید شده‌ی حاصل از فتوسنتز استفاده می کنند.
کمابیش همهٔ جانداران روی زمین به فتوسنتز وابسته‌اند. معمولا از لغت فتوسنتز برای اشاره به فتوسنتز اکسیژنی (به انگلیسی: anoxygenic photosynthesis) استفاده میشود، در این نوع فتوسنتز اندام‌هایی مانند برگ که دارای سبزینه هستند، کربن دی‌اکسید، آب و نور را جذب کرده و به کلروپلاست می‌رسانند. طی واکنش‌هایی که درون کلروپلاست انجام می‌گیرد، این مواد به اکسیژن و کربوهیدرات‌ها تبدیل می‌شوند. همهٔ اکسیژن کنونی موجود بر روی زمین، فراوردهٔ فتوسنتز است. برخی از کربوهیدرات‌های مهم تولیدشده مانند گلوکز، می‌توانند به دیگر مواد آلی مانند لیپیدها، نشاسته، سلولز و پروتئین تبدیل شوند که برای تبدیل‌شدن به پروتئین، نیاز به نیتروژن دارند. ژان باپتیست ون هلمونت، یکی از نخستین آزمایش‌های مربوط به فتوسنتز را انجام داد.
همهٔ بخش‌های سبزرنگ گیاه، قادر به انجام عمل فتوسنتز هستند. مادهٔ سبز موجود در گیاهان که سبزینه یا کلروفیل نام دارد، آغازکنندهٔ واکنش‌های فتوسنتز است. فتوسنتز در اندام‌هایی که فاقد سبزینه هستند، انجام نمی‌گیرد. کلروپلاستها که در سلول‌های سبزینه‌دار گیاهان وجود دارند، محل استقرار مولکولهای سبزینه می‌باشند. سلول‌های برگ، بیشترین مقدار کلروپلاست را دارند و به‌همین دلیل، اندام اصلی فتوسنتز در گیاهان به‌شمار می‌آیند.
قدمت نخستین فتوسنتز به حدود ۳٫۵ میلیارد سال پیش بازمی‌گردد که در آن واکنش، از هیدروژن و سولفید هیدروژن الکترونی به‌جای آب استفاده شده‌است. حدود یک میلیارد سال پیش، آغازیان با سیانوباکتری‌ها هم‌زیستی کردند که حاصل آن، به وجود آمدن کلروپلاست در گیاهان امروزی است.
نیاکان آب‌هایی که به‌عنوان منبع الکترونها در فرایند فتوسنتز استفاده می‌شوند، سیانوباکتری‌های منقرض‌شده هستند. داده‌های زمین‌شناسی نشان می‌دهد که تاریخ این رویداد به دورهٔ نخست زمین‌شناسی، میان ۲٫۴۵ تا ۲٫۳۲ میلیارد سال پیش و حتی بسیار بیشتر از آن بازمی‌گردد.
پژوهشگران دانشگاه تل‌آویو در سال ۲۰۱۰ کشف کردند که زنبور سرخ آسیایی، با استفاده از رنگدانه‌های به‌نام زانتوپترین، نور خورشید را به برق تبدیل می‌کند. این شواهد علمی نشان داد که جانوران نیز در فتوسنتز درگیرند.

## فرگشت

نمایی از واکنش فتوسنتز

حدود ۳ میلیارد سال پیش، تنها ۰٫۰۴٪ هواکرهٔ زمین را اکسیژن پوشانده‌بود. هواکرهٔ آن زمان بیشتر از نیتروژن، بخار آب و کربن دی‌اکسید تشکیل شده‌بود. جاندارانی که در آن عصر می‌زیستند، تنها باکتری‌های بی‌هوازی بودند. باکتری‌هایی که بدون نیاز به اکسیژن، مواد آلی را به الکل یا اسید تبدیل می‌کنند و از این راه، انرژی خود را به‌دست می‌آورند. چنین باکتری‌هایی که در هوا می‌زیستند، هم‌اکنون نیز روی زمین فراوانند. حدود ۲٫۵ میلیارد سال پیش، جاندارانی که قادر به انجام عمل فتوسنتز بودند، روی زمین پدیدار شدند و هم‌زمان با رویداد بزرگ اکسیژنی آغاز به آزادسازی اکسیژن از آب کردند. تقریباً همهٔ اکسیژن هواکرهٔ کنونی، محصول فتوسنتز است.
گفته می‌شود که نخستین فتوسنتز در حدود ۳٫۵ میلیارد سال پیش رخ‌داده و در آن واکنش، از هیدروژن و سولفید هیدروژن الکترونی به‌جای آب استفاده شده‌است. سنگواره‌های یافت‌شده نمایان‌گر این هستند که فتوسنتز قدمتی ۳٫۴ میلیارد ساله دارد. حدود ۲٫۴ میلیارد سال پیش، سیانوباکتری‌ها با آزادسازی اکسیژن، ظاهر زمین را به‌طور دائم تغییر دادند. حدود یک میلیارد سال پیش، آغازیان با سیانوباکتری‌ها هم‌زیستی کردند که حاصل آن، به وجود آمدن کلروپلاست در گیاهان امروزی است.
معادله شیمیایی فتوسنتز به‌شکل زیر است:
۶CO۲ + ۶H۲O + Light → C۶H۱۲O۶ + ۶O۲
اکسیژن + گلوکز → نور + آب + کربن دی‌اکسید

### هم‌زیستی و منشأ کلروپلاست

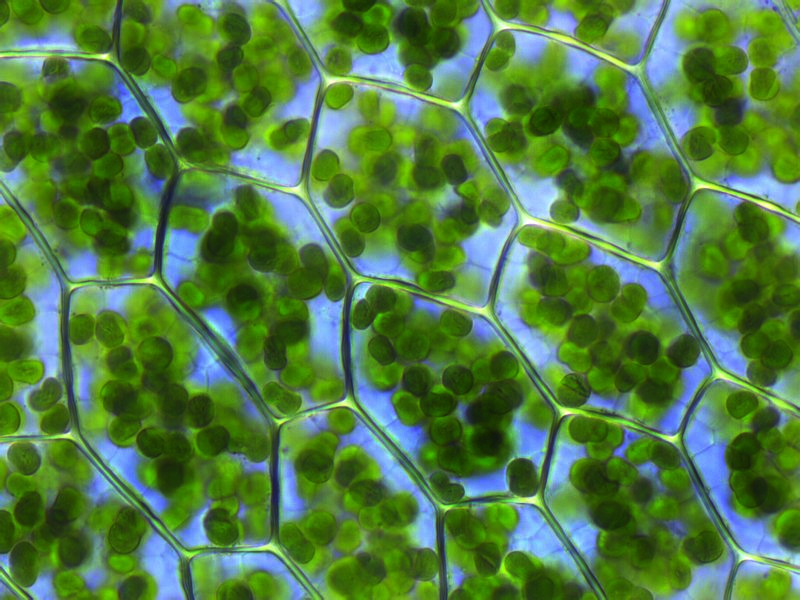
کلروپلاست دیسه‌هایی دارای سبزینه هستند که در سیتوپلاسم یاخته‌های گیاهی یافت می‌شود. این نگاره، کلروپلاست را در گیاه آویشن نشان می‌دهد.

بسیاری از آبزیان از جمله مرجانها، اسفنج‌ها و شقایق‌های دریایی با جلبک‌هایی که عمل فتوسنتز را انجام می‌دهند، رابطهٔ هم‌زیستی دارند. این هم‌زیستی احتمالاً به‌دلیل کالبدشناسی سادهٔ این جانداران می‌باشد. علاوه بر این، چندی از نرم‌تنان با کلروپلاست جلبک‌ها هم‌زیستی دارند و غذای آن را در بدن خود ذخیره می‌کنند. تغذیه از این جلبک‌ها، نیاز نرم‌تنان به چندین ماه مواد غذایی را برطرف می‌کند. برخی از ژنهای درون هستهٔ سلول‌های گیاهی در نرم‌تنان با تکثیر کلروپلاست، پروتئین لازم برای زنده‌ماندن جاندار را تأمین می‌کند.
اشکال هم‌زیستی ممکن است بتواند منشأ کلروپلاست را توضیح دهد. سلول‌های گیاهان که کلروپلاست دارند، شباهت زیادی به انواع سیانوباکتری‌ها دارند، از جمله از جهت دارای بودن کروموزوم‌های دایره‌ای شکل، ریبوزیمهای پروکاریوتی و برخی از پروتئینهای مشارکت‌کننده در عمل فتوسنتز. طبق نظریه درون هم‌زیستی، نخستین سلول‌های گیاهی حاصل به کار گرفته شدن باکتریهای مشارکت‌کننده در عمل فتوسنتز توسط سلول‌های اولیهٔ یوکاریوتی هستند. باتوجه به این نظریه، کلروپلاست‌ها باکتری‌هایی هستند که با زندگی درون سلول‌های گیاهی مانند سازگار هستند. دی‌ان‌ای کلروپلاست، جدا از دی‌ان‌ای هستهٔ سلول‌های گیاهی، شبیه دی‌ان‌ای سیانوباکتری‌ها است.

### سیانوباکتری‌ها و تحول فتوسنتز
توانایی استفاده از آب به‌عنوان منبع الکترونها در فرایند فتوسنتز ریشهٔ تاریخی مشترکی با سیانوباکتری‌های منقرض‌شده دارد. داده‌های زمین‌شناسی نشان می‌دهد که تاریخ این رویداد به دورهٔ نخست زمین‌شناسی، میان ۲٫۴۵ تا ۲٫۳۲ میلیارد سال پیش و حتی بسیار بیشتر از آن بازمی‌گردد. شواهد موجود از مطالعات سنگ‌های رسوبی نشان می‌دهد که زندگی در ۳٫۵ میلیارد سال پیش روی زمین وجود داشته‌است. اما در آن عصر، فتوسنتز فرگشت پیدا نکرده بوده‌است و اکسیژن زیادی زمین را نپوشانده بود. با این حال، داده‌های سنگواره‌شناسی نشان می‌دهد که حدود دو میلیارد سال پیش، انواع سیانوباکتری‌ها، در عصر پروتروزوئیک (حدود ۲٫۵ میلیارد تا ۵۴۳ میلیون سال پیش) و مزوزوئیک (حدود ۲۵۱ تا ۶۵ میلیون سال پیش) می‌زیستند. اعتقاد بر این است که سیانوباکتری‌ها هم‌اکنون باقی‌مانده‌اند و اهمیت بسیاری برای اکوسیستمهای دریایی دارند.
پژوهشگران دانشگاه تل‌آویو در سال ۲۰۱۰ کشف کردند که زنبور سرخ آسیایی، با استفاده از رنگدانه‌هایی به‌نام زانتوپترین، نور خورشید را به برق تبدیل می‌کند. این شواهد علمی نشان داد که جانوران نیز در فتوسنتز درگیرند.

## آزمایش ون‌هلمونت
یونانیان باستان معتقد بودند که خاک، همه نیازهای گیاه را برطرف می‌کند. حدود ۳۰۰ سال پیش، دانشمندی بلژیکی به‌نام ژان باپتیست ون هلمونت، این عقیدهٔ یونانیان باستان را آزمایش کرد. او یکی از نخستین آزمایش‌های مربوط به فتوسنتز را انجام داد. او قلمهٔ بیدی را در مقداری خاک کاشت و خاک را به‌مدت پنج سال با آب باران آبیاری کرد؛ و متوجه شد که وزن خاک در این مدت تغییری نکرد اما بر وزن گیاه افزوده شد. ون هلمونت از این آزمایش دو نتیجهٔ درست و نادرست گرفت: نتیجه درست این بود که گیاه بیشتر مواد موردنیاز خود را از خاک به‌دست نمی‌آورد. نتیجهٔ نادرست نیز این بود که گیاه بیشتر مواد موردنیاز خود را از آب به‌دست می‌آورد. البته او در نتیجه‌گیری نهایی دچار اشتباه‌شد؛ چون وزن کربن دی‌اکسیدهای مصرفی در طی پنج سال را در نظر نگرفته‌بود.

## اندام‌های مؤثر

ساختار کلروپلاست: ۱. غشای خارجی ۲. فضای میان غشایی ۳. غشای داخلی ۴. استروما (مایع آبی) ۵. مجرای ثایلاکوید ۶. غشاء و فرایندهای غشایی ثایلاکوید ۷. گرانوم (تودهٔ ثایلاکوید) ۸. ثایلاکوید (لایه) ۹. نشاسته ۱۰. ریبوزوم ۱۱. دی‌ان‌ای پلاسما ۱۲. گلبول پلاسما

همهٔ بخش‌های سبز گیاهان، مانند برگها، ساقه‌ها و کاسبرگها، فتوسنتز انجام می‌دهند. بخش‌هایی از گیاه مانند ریشه که نور به آن‌ها نمی‌تابد، سبزینه ندارند و فتوسنتز انجام نمی‌دهند. مادهٔ سبز موجود در گیاهان که سبزینه یا کلروفیل نام دارد، آغازکنندهٔ واکنش‌های فتوسنتزی است. بخش‌هایی از گیاه که سبزینه ندارند، فتوسنتز انجام نمی‌دهند.
محل انجام فتوسنتز در گیاهان، کلروپلاست نام دارد و در آن، بخش‌های سکه مانندی به اسم تیلاکویید وجود دارد. درغشا و دیوارهٔ تیلاکویید مولکول‌های سبزینه وجود دارند. مولکول‌های سبزینه که سبزرنگ هستند، نور خورشید را جذب می‌کنند و به‌این ترتیب، واکنش‌های فتوسنتزی آغاز می‌شود. سلول‌های برگ‌ها، بیشترین شمار کلروپلاست‌ها را دارند. سلول‌های سبزینه، بیشتر نور آبی و قرمز را جذب کرده و نور سبز را منعکس می‌کنند؛ به همین دلیل، سبزینه سبزرنگ دیده می‌شود.
گلبرگهای رنگین، سبز نیستند و سبزینه ندارند. مواد رنگین موجود در گلبرگ‌ها، توجه حشرات را به خود جلب کرده و حشرات، گرده‌افشانی می‌کنند. حتی برخی از گیاهان که برگ‌های قرمز دارند نیز از انجام فتوسنتز در برگ‌ها عاجزند. برخی از گیاهان، برگ‌های ابلق دارند؛ یعنی بخشی از برگ، سفید و بخشی دیگر سبز است. در بخش‌های سفید برگ نیز سبزینه وجود ندارد؛ بنابراین، در این بخش‌ها فتوسنتز انجام نمی‌گیرد. رشد گیاهان دارای برگ‌های ابلق، آهسته‌تر از گیاهان دیگر است؛ چون میزان فتوسنتز در برگ‌های آن‌ها کمتر است.
سلول‌های روپوست بالایی و پایینی در بسیاری از گیاهان، کلروپلاست ندارند (البته در برخی گیاهان، این سلول‌ها دارای کلروپلاست هستند؛ سلول‌های نگهبان روزنه نیز در همهٔ گیاهان، کلروپلاست دارند). میان‌برگها نیز از بخش‌های کلروپلاست‌دار گیاه‌اند. شمار کلروپلاست‌های میان‌برگها زیاد است و این سلول‌ها، بیشترین میزان فتوسنتز را انجام می‌دهند. برگ‌ها ویژگی‌هایی دارند که توانایی آن‌ها را برای انجام فتوسنتز به حداکثر می‌رساند:
- کلروپلاست‌های فراوان دارند.
- تنها چند لایهٔ ضخیم دارند؛ بنابراین، نور می‌تواند به لایه‌های زیرین برسد.
- سطحی وسیع دارند که به جذب نور کمک می‌کند.[۳۰]

## چرخهٔ کالوین
گیاهان با استفاده از سبزینه در روند فتوسنتز، انرژی نورانی خورشید را در مولکولهای کربوهیدراتها از جمله گلوکز ذخیره می‌کنند. در این روش، کربن دی‌اکسید به شکل غیرمنظم با هوا، آب و خاک ترکیب می‌شود. این چرخه را چرخه کالوین می‌نامند که تنها چرخه‌ای است که C۳ در آن دخالت دارد. چرخهٔ کالوین، یک چرخهٔ زیست‌شیمی است که شامل فرایندهای اکسایش و کاهش است و تنها در کلروپلاست موجوداتی که عمل فتوسنتز را انجام می‌دهند رخ می‌دهد. این چرخه توسط ملوین کالوین، جیمز باسهام و اندرو بنسون در دانشگاه کالیفرنیا، برکلی پیشنهاد شد. بررسی چرخه کالوین (مستقل از انرژی خورشید)= گاز کربن دی‌اکسید+ریبولوزبیس فسفات (مولکولی ۵ کربنه و دوفسفات)   =مولکولی ۶ کربنه و ناپایدار. درادامه این مولکول ۶کربنه به اسید ۳ کربنه وسپس قند ۳کربنه تبدیل می‌شود. بخشی ازاین قندها از چرخه خارج شده ودر مسیر تولید گلوکز استفاده می‌شود. بخش باقی مانده به منظور بازسازی مولکول ۵ کربنه اولیه به کار می‌رود. آنزیم اصلی شرکت کننده در این چرخه روبیسکو (ریبولوزبیس فسفات کربوکسیلاز اکسیژناز) است.

## روند
عمل فتوسنتز به‌کل در چهار مرحلهٔ زیر انجام می‌گیرد:
| مرحله | توضیحات                               | مقیاس زمانی             |
| ----- | ------------------------------------- | ----------------------- |
| ۱     | انتقال انرژی به سبزینه                | فمتوثانیه به پیکوثانیه  |
| ۲     | انتقال الکترون در واکنش‌های فتوشیمیایی | پیکوثانیه به نانوثانیه  |
| ۳     | زنجیرهٔ الکترونی                       | میکروثانیه به میلی‌ثانیه |
| ۴     | تولید محصولات                         | میلی‌ثانیه به ثانیه      |

## بهره‌وری و فراورده‌ها
زندگی انسان‌ها و جانوران به‌شکل مستقیم و غیرمستقیم به زندگی گیاهان وابسته‌است. کارایی گیاهان در تبدیل انرژی نور به انرژی شیمیایی معمولاً بین ۳ تا ۶ درصد است. البته کارایی فتوسنتز گیاهان مختلف متفاوت بوده و با تنظیم عواملی نظیر شدت نور، دما، میزان کربن دی‌اکسید هوا و آب می‌توان این درصد را از ۰٫۱٪ تا ۸٪ تغییر داد.
اکسیژن و گلوکز فراورده‌های فتوسنتز هستند؛ اما گلوکز می‌تواند به دیگر مواد آلی از جمله نشاسته و سلولز تبدیل شود. بخشی از مولکول‌های گلوکز توسط خود گیاه مصرف می‌شوند اما گلوکزهای اضافی در کلروپلاست به هم متصل شده و به نشاسته تبدیل می‌گردند. مولکول‌های گلوکز در گیاهان می‌توانند پس از تغییراتی به لیپید تبدیل شوند. پروتئینها نیز از تغییر مولکول‌های گلوکز به‌وجود می‌آیند، اما گلوکز برای تبدیل‌شدن به پروتئین، نیاز به نیتروژن دارد.
گلوکز در کلروپلاست ذخیره نمی‌شود، چون مولکول بسیار کوچکی است و به‌راحتی در آب حل می‌شود؛ بنابراین، می‌تواند با دیگر مواد محلول در آب ترکیب شود. در مقابل، نشاسته مولکولی بسیار بزرگ است (شامل صدها یا هزاران مولکول گلوکز) و در آب حل نمی‌شود؛ بنابراین، برای ذخیره شدن مناسب است. نشاسته تنها در بخش‌های سبزرنگ گیاه مانند برگ که کلروپلاست دارند، ذخیره نمی‌شود. مولکول‌های کربوهیدراتها می‌توانند از راه آوندهای آبکش به‌سمت ریشه بروند و در آن‌جا به نشاسته تبدیل شوند؛ بنابراین، در ریشه نیز با این که کلروپلاست وجود ندارد، نشاسته ذخیره می‌شود. در میوه‌ها و دانه‌ها نیز نشاسته می‌تواند ذخیره گردد.

## عوامل مؤثر

شدت گاز کربن دی‌اکسید در فتوسنتز

شدت فتوسنتز به میزان کربن دی‌اکسید هوا، دما و شدت نور بستگی‌دارد. این نتیجه‌گیری حاصل پژوهش‌های دونفر با نام‌های بلکمن و اسمیت بوده‌است.
یکی از مهم‌ترین عوامل مؤثر در میزان و شدت فتوسنتز، مقدار گاز کربن دی‌اکسید است. به‌طور معمول، کربن دی‌اکسید ۰٫۰۳٪ از هواکره زمین را می‌پوشاند. (هوا، شامل حدود ۲۱٪ اکسیژن و ۷۸٪ نیتروژن است) هرچه میزان کربن دی‌اکسید هوا افزایش یابد، شدت فتوسنتز نیز افزایش می‌یابد. به‌طور کلی سرعت فتوسنتز با افزایش شدت نور، تا حدی که همهٔ رنگیزه‌ها مورد استفاده قرار گیرند، زیاد می‌شود و در این حالت فتوسنتز به نقطهٔ اشباع خود می‌رسد اما این افزایش محدودیت نیز دارد؛ زیرا رنگیزه‌ها در این حالت نمی‌توانند نور بیشتری جذب کنند.
برای انجام عمل فتوسنتز، آنزیمهای متعددی فعالیت می‌کنند که سرعت آن را تا حد بسیاری افزایش می‌دهند. کاهش دما تا ۱۵ درجهٔ سلسیوس، سبب می‌شود سرعت واکنش‌های آنزیمی درون سلول‌ها کاهش یابد و در نتیجه، فتوسنتز آهسته‌تر صورت گیرد. در دماهای بالاتر از ۳۵ درجهٔ سلسیوس نیز سرعت فتوسنتز کاهش می‌یابد، زیرا آنزیم‌ها در این دما، ساختار سه‌بعدی خود را از دست داده و آسیب می‌بینند. در دمای ۳۵ درجهٔ سلسیوس، شدت فتوسنتز به حداکثر می‌رسد.
وجود انرژی نورانی خورشید برای انجام عمل فتوسنتز، امری ضروری است و بدون وجود نور، فتوسنتز انجام نمی‌گیرد. طی عمل فتوسنتز، انرژی نورانی خورشید به انرژی شیمیایی ذخیره‌شده در گیاهان تبدیل می‌شود. نور آبی و قرمز، بهترین نور برای انجام فتوسنتز می‌باشد. از سوی دیگر، گیاهانی که در آب‌های عمیق رشد می‌کنند، نور سبز را جذب می‌کنند. گیاهان به‌طور متوسط، روزانه ۱۲–۱۰ ساعت نور دریافت می‌کنند؛ درختان دیگری با جذب نور بیشتر نیز دیده شده‌است؛ به‌عنوان مثال، برخی از درختان سیب هجده روز پیوسته نور دریافت می‌کنند. این‌جا نیز مانند کربن دی‌اکسید هوا محدودیت وجود دارد؛ یعنی با افزایش شدت نور، سرانجام به‌جایی می‌رسیم که دیگر سرعت فتوسنتز افزایش نمی‌یابد.
آب یکی از مواد اولیه برای انجام واکنش فتوسنتز است و بدون وجود آن، فتوسنتز هرگز صورت نمی‌گیرد. آب با نفوذ به درون ریشه گیاه، وارد برگها می‌شود یا بخار آب، از راه روزنه درون برگ‌ها نفوذ می‌کند.

## نقش کاروتنوئیدها در فتوسنتز
رنگدانه‌های کاروتنوئید دو وظیفه بر عهده دارند: جمع‌آوری انرژی که می‌تواند در فتوسنتز مورد استفاده قرار گیرد و محافظت از تخریب کلروفیل از تخریب نوری در مواقعی که شدت نور زیاد است.

## برای مطالعهٔ بیشتر

### کتاب‌ها
- Bidlack JE, Stern KR, Jansky S (2003). Introductory Plant Biology. New York: McGraw-Hill. ISBN 978-0-07-290941-8.
- Blankenship RE (2014). Molecular Mechanisms of Photosynthesis (2nd ed.). John Wiley & Sons. ISBN 978-1-4051-8975-0.
- Govindjee, Beatty JT, Gest H, Allen JF (2006). Discoveries in Photosynthesis. Advances in Photosynthesis and Respiration. Vol. 20. Berlin: Springer. ISBN 978-1-4020-3323-0.
- Reece JB,  et al. (2013). Campbell Biology. Benjamin Cummings. ISBN 978-0-321-77565-8.

### مقالات
- Gupta RS, Mukhtar T, Singh B (Jun 1999). "Evolutionary relationships among photosynthetic prokaryotes (Heliobacterium chlorum, Chloroflexus aurantiacus, cyanobacteria, Chlorobium tepidum and proteobacteria): implications regarding the origin of photosynthesis". Molecular Microbiology. 32 (5): 893–906. doi:10.1046/j.1365-2958.1999.01417.x. PMID 10361294. S2CID 33477550.
- Rutherford AW, Faller P (Jan 2003). "Photosystem II: evolutionary perspectives". Philosophical Transactions of the Royal Society of London. Series B, Biological Sciences. 358 (1429): 245–253. doi:10.1098/rstb.2002.1186. PMC 1693113. PMID 12594932.